# 高見沢俊彦の美味しい音楽 美しいメシ
『高見沢俊彦の美味しい音楽 美しいメシ』（たかみざわとしひこのおいしいおんがく うつくしいメシ）は、2023年10月6日からBS朝日でレギュラー放送中のトークバラエティ番組・グルメ情報番組である。MCを高見沢俊彦（THE ALFEE）、ナレーションをロジャー（大自然）が務める。

## 概要
「日本全国津々浦々をツアーやフェスで駆け回るバンドマンこそ『全国のあらゆるグルメ』に精通しているのでは？」をコンセプトに、ミュージシャンをはじめ音楽に携わるゲストを迎えてお薦めの『バンドメシ』を紹介してもらう。MCを務める高見沢にとって、テレビ番組での単独司会進行は初めてである。
2023年2月25日に特別番組として放送。グルメと音楽という斬新な組み合わせが好評であったため、4カ月後の6月30日に第2弾となるパイロット番組が放送された。
2023年10月6日よりレギュラー放送されることが9月18日に発表された。
主にバンドで活動しているミュージシャンをゲストに迎えていたが、第7回放送回では高見沢たっての希望で小説家の平野啓一郎が出演した。以降、バンド活動に制限せずに幅広いジャンルから多彩なゲストを迎えている。
2024年1月25日に開かれたBS朝日第94回放送番組審議会において、MCを務める高見沢のトーク力やホスピタリティが高く評価され、番組内容についても概ね好評を得た。
2025年4月3日、初のガイドブックが発売された。

## 内容
毎回1組のゲストが出演（SP回などを除く）。高見沢とトークを繰り広げながら、お薦めの逸品グルメを複数点紹介する。店舗で提供される料理だけに限らず、お取り寄せで購入可能なものや定番のお土産、菓子類など多岐にわたる。その中から数点をスタジオで実際に食す。
また、スイーツ好きな高見沢に“プリンス・オブ・スイーツ”と称し、ツアー先で見つけた商品や以前より好んでいるスイーツを紹介するコーナーが設けられている（不定期）。紹介された商品の一部は、番組の公式サイトにリンク先が掲載されており購入することが出来る。
番組後半でゲストが演奏を披露することがあり、高見沢とセッションすることもある。

## 放送リスト

### 単発放送
| 放送日         | ゲスト                                                    | グルメ | 備考      |
| -------------- | --------------------------------------------------------- | --- | --------- |
| 2023年 2月25日 | HARUNA、TOMOMI（SCANDAL） 四星球                          | 【HARUNA・TOMOMI】 若鶏むすび（広島：むすび むさし） コロッケ（大阪：中村屋） 三色餅（仙台：村上屋） タコス（福岡：メキシコ料理ロシータ） 【四星球】 卓上のり（徳島：大野海苔） コク味噌味（北海道：らーめん信玄 南6条店） 中天〈うどん中盛・天ぷら〉、紅しょうが天（香川：うどん さか枝） うそちゅう〈うどん＋そば＋中華麺、トッピング：いりこオイル〉（香川：手打ち麺や 大島） コーヒー、チーズケーキ（徳島：珈琲とチーズケーキ ぐるりと。） 【高見沢】塩カツサンド（大阪：北新地サンド ポーク） 割子そば（島根：出雲そば処 八雲庵）                                     | 1時間番組 |
| 6月30日        | TUBE ヨコタシンノスケ、オカザワカズマ（キュウソネコカミ） | 【TUBE】 焼肉〈おまかせコース〉（広島・焼肉専門の店 ふじや） はまぐり鍋（三重：蛤料理 日の出） ヤングマンリブステーキ＆ハンバーグ（田園調布：パシモン） 【キュウソネコカミ】 わかめそば〈トッピング：生卵・天かす〉（仙台・そばの神田 東一屋） パリパリ知床鶏と野菜カレー（北海道：Soup Curry Suage+） むっちゃん万十（福岡市：元祖ムツゴロウのむっちゃん万十） 【高見沢】 さ久ら餅（京都：鶴屋寿） 本わらび餅「極み」（京都：笹屋昌園） みたらし団子（京都：加茂みたらし茶屋） 博多の石畳（福岡：チョコレートショップ 博多の石畳） カヌレ（福岡：カヌレ専門店ラ・スール） | 1時間番組 |

### レギュラー放送
| 回 | 放送日         | ゲスト | グルメ（★は高見沢が紹介したグルメ・スイーツ） | 備考 |
| -- | -------------- | --- | --- | --- |
| 1  | 2023年 10月6日 | BREAKERZ | ＊ロースかつ弁当（名古屋：矢場とん名古屋エスカ店） ＊お好み焼き、オムそば、焼きうどん（大阪：ひろかずや） ＊餃子（静岡：餃子のまるかわ） ★しまんと地栗（高知：栗山） | |
| 2  | 10月13日       | 綾小路翔（氣志團）                                                                                            | ＊バーベキュー弁当（木更津：浜屋） ＊チャーシュー弁当（木更津：としまや弁当） ＊油そば（札幌：米風亭） ＊ジェラード（札幌：GELATERIA GELABO） | 後半「イベンターメシマッチ」企画。ライブをはじめ各イベントを企画するイベンターがアーティストをもてなす際の「バンドメシ」を紹介。今回は北海道のイベンター「マウントアライブ」代表が逸品を紹介 |
| 3  | 10月20日       | 打首獄門同好会                                                                                                | ＊かすうどん（大阪：龍の巣） ＊牛タンひとくちジャーキー（仙台：陣中） ＊カリポリ貝ひも（青森） ＊目丼（北海道：板門店） ＊味噌カレー牛乳ラーメン〈バタートッピング〉（青森：味の札幌 大西） ＊岩下の新生姜の豚バラ巻き〈白飯とともに〉 | |
| 4  | 10月27日       | 鬼龍院翔、喜矢武豊（ゴールデンボンバー）                                                                      | ＊中華そば〈徳島ラーメン〉（徳島：いのたに） ＊へぎそば（新潟：須坂屋） ＊ちくわパン（札幌：どんぐり） ＊サニーパン（福岡：シロヤ） ＊特々上食パン（埼玉：アサカベーカリー） | |
| 5  | 11月3日        | the telephones                                                                                                | ＊冷もりうどん（浦和：あじめん） ＊紀土〈日本酒〉、天ぷら（和歌山：居酒屋くろしお） ＊まぜそば〈トッピング：追カレー、粉チーズ、サバマヨ。最後は生卵につけてすき焼き風〉（大宮：大宮まぜそば誠治） | |
| 6  | 11月10日       | 鈴華ゆう子、神永大輔、亜沙（和楽器バンド）                                                                    | ＊うまいでがんす（広島：みやけ） ＊十六島紫菜（島根） ＊くるみそば（埼玉：ちちぶ路） ＊おにぎり（京都：青おにぎり） ＊万羊羹 常陸（茨城：菓匠風月） | |
| 7  | 11月17日       | KEYTALK | ＊台湾まぜそば（下北沢：鶏そば そると） ＊スペシャルカレー（下北沢：茄子おやじ） ＊フライドチキン（北海道：セイコーマート） ＊中華そば、焼き飯（長野県：豊龍） ＊カルビ丼（神戸：焼肉丼十番） | |
| 8  | 11月24日       | 平野啓一郎 | ＊マンディアン オ・レ45％ ピスタチオ・サブレ（ル・ショコラ・アラン・デュカス） ＊関サバ、関アジのお造り（大分：みなみ丸 合歓） ＊ビワマスのお造り（滋賀：割烹能登） ＊すっぽん鍋（京都：大市） | 小説家。ミュージシャン以外の初のゲスト |
| 9  | 12月1日        | フレンズ | ＊シナモントースト（都立大学：DUN AROMA） ＊シナモントースト（富ヶ谷：山手茶屋） ＊ラーメン（福岡：元祖ラーメン 長浜家） ＊特製濃厚たまごのまぜそば（埼玉県：中華そば 四つ葉） ＊ネギ頭、焼餃子（名古屋：香蘭園） ＊牛トロライス（札幌：肉の浅鞍） ＊青豆大福〈ブラックコーヒーとともに〉（豪徳寺：まほろ堂 蒼月） | |
| 10 | 12月8日        | 武田真治 | ＊純米大吟醸袋吊り 十八（山形：小嶋総本店 東光 ＊あんこう鍋（札幌：鮨割烹 鶴鮨） ＊スタミナ天（代々木上原：ごきらく亭） ＊サンマリノワイン「CAVALIERE ROSSO」紅騎士・「CAVALIERE BIANCO」白騎士〈スタジオでは白騎士を試飲〉 ＊水ようかん（福井：えがわ） ＊武田真治オリジナルプロテイン飲料 | |
| 11 | 12月15日       | 清塚信也 | ＊うに（中目黒：鮨 尚充） ＊ひつまぶし、うなぎ丼（名古屋：うなぎ日本料理の澤正） ＊シーラカンスモナカ（仙台：メゾンシーラカンス） ★カレーいなり寿司、だし巻弁当（京都：大徳寺さいき家） | |
| 12 | 12月22日       | Wienners | ＊牛タン串焼き（仙台：ゆめや） ＊インデアンルー（帯広：インデアン） ＊濃菜麺〈トッピング：ジロベジ〉（練馬：濃菜麺 井の庄） ＊辛味噌ラーメン（野方：味噌麺処 花道庵） | |
| 13 | 2024年 1月12日 | 10-FEET | ＊京カルネ〈ペッパーカルネ、カスクート、蒸し鶏と金ごまごぼう〉（京都：志津屋） ＊茶の菓（京都：マールブランシュ） ＊阿闍梨餅（京都：阿闍梨餅本舗 京菓子司 満月） ＊イタリアン（新潟：みかづき） ＊タルタルソース玉、おでんのポテトサラダ（京都：お好み居酒屋 ぞろんぱ） ＊春巻（三重：DORAGON SHOKUDO） ＊餃子（京都：餃子の王将四条大宮店 ＊スタミナ蕎麦〈かき揚げ・生玉子〉（京都：都そば） ＊たこ焼〈メンバーのおススメは塩。スタジオではソース、塩で実食〉（大阪：たこ焼道楽 わなか）             | |
| 14 | 1月19日        | THE BAWDIES                                                                                                   | ＊チキンベジタブルカレー（札幌：ベンベラ・ネットワークカンパニー） ＊日替わりカレー コンボ（大阪：カトゥール） ＊豚バラ弁当（金沢：宇宙軒食堂） ＊ぶっかけうどん、釜バターうどん（香川：うどんバカ一代） ＊醤油ラーメン（旭川：ラーメンの蜂屋） ＊チキンファンタジー定食、イタリアンハンバーグ、ポークソテー（駒沢大学：えいらく） ★カレー（カレーハウスCoCo壱番屋） | |
| 15 | 1月26日        | 増子直純（怒髪天）                                                                                            | ＊若とんこつ（大阪：博多とんこつ天神旗） ＊中華そば（富山：西町大喜） ＊汁なし担担麺（広島：きさく） ＊ノースマン〈こしあん〉（札幌：千秋庵） ＊ひつまぶし（名古屋：あつた蓬莱軒） ＊マリナーラ（沖縄：BACAR） | |
| 16 | 2月2日         | 桃色ドロシー                                                                                                  | ＊昔ながらのシウマイ（横浜：崎陽軒 ビアレストラン 亜利巴"巴"） ＊塩チーズラーメン、チーズご飯（山口：鶏そばカヲル） ＊デュエット風ミートソース（愛媛：でゅえっと） ＊バスクチーズケーキ（広尾：BELTZ） | |
| 17 | 2月9日         | なきごと | ＊長芋本たまり、べったらキムチ（鎌倉：塩香源） ＊牡蠣とパクチーのパスタ（原宿：WUCA TOKYO） ＊べこ六サラダ、生タン（立川：焼肉べこ六 王道） ＊寿司〈イカ、大トロ、うに〉（豊洲：大和寿司） | |
| 18 | 2月16日        | 横山剣、小野瀬雅生（クレイジーケンバンド） 石崎ひゅーい                                                       | 【横山・小野瀬】 ＊サンマー焼きそば（藤沢市：千里飯店） ＊特製焼きそば（宮城：藤や食堂） ＊ブラックサバス焼きそば（小樽：龍鳳） ＊後楽焼きそば（新大久保：ヤキソバ酒場） ＊ルーローハン（横浜中華街：秀味園） 【石崎ひゅーい】 ＊塩ジンギスカン〈お取り寄せ300g〉（札幌：八仙） ＊中華そば（下北沢：一龍） ＊大みか饅頭（茨城：運平堂本店） | 「豪華ゲスト2本立て1時間SP」回 |
| 19 | 3月1日         | やついいちろう                                                                                                | ＊マリナーラ（沖縄：BACAR） ＊ととまめ（新潟：鮨 登喜和） ＊黒はんぺんフライ（静岡：しずおかおでん三河屋） ＊ハム焼き（茨城県：五浦ハム） | |
| 20 | 3月8日         | 横浜銀蝿 | ＊生ラム肩ロース〈山わさび〉（札幌：琴似ジンギスカン ひつじっこ） ＊ごまさば、里芋のからあげ（博多 海鮮居酒屋 はじめの一歩） ＊辛子明太子〈そのまま白飯に載せる〉（福岡：稚加榮） ★牛カツ弁当〈ソースではなく塩で〉（東京：黒毛家） | |
| 21 | 3月15日        | 堂本光一（KinKi Kids）                                                                                        | ＊いか活き造り、いかしゅうまい（福岡中洲：河太郎） ＊神戸牛シャトーブリアン（名古屋：キッチンリボン） ＊焼餃子（岐阜：岐州） ★チョコレートケーキ（トップス） | |
| 22 | 3月22日        | - | - | 「豪華セッション＆バンドメシいっき見SP」 過去の放送回よりアーティストとのセッションやバンドメシを振り返る回 バンドメシとして紹介された店の放送後の反響を聞く企画「あのメシは今!?」を紹介 |
| 23 | 4月5日         | 加藤隆志、茂木欣一（東京スカパラダイスオーケストラ）                                                          | ＊宇和島鯛飯、宇和島さつま飯（愛媛：ほづみ亭） ＊ザンギ（釧路：鳥松） ＊豚丼（新千歳空港：ドライブインいとう） ＊魚介〈桜海老、ホタルイカ、金目鯛、うなぎ〉（代官山：TACOS BAR） | |
| 24 | 4月12日        | the shes gone                                                                                                 | ＊生ハムとルッコラのクロワッサンサンド（三軒茶屋：YELLOW CAFE） ＊きざみぶっかけ（岡山：倉敷うどん「ぶっかけ」ふるいち） ＊はちつけ〈豚骨8：魚介2〉（川崎：麺屋 湯や軒） ＊貝汁（山口：ドライブインみちしお） | |
| 25 | 4月19日        | SHINPEI（BREAKERZ） 小野武正、八木優樹（KEYTALK） ハキイ。、キシベ（桃色ドロシー） 松本誠治（the telephones） | ＊もつ鍋〈醤油味〉（福岡：游來） ＊味噌ラーメン（札幌：狼スープ） ＊あわ焼き（徳島） ＊COKKYまぜそば〈金目鯛・とろろ〉（大宮：まぜそば 誠治） ＊かためのプリン（横浜：UNI COFFEE ROASTERY） | 「高見沢俊彦 COKKY（古希）パーティー」 高見沢が4月17日に70歳の誕生日・古希を迎えたことを祝う特別企画。過去に出演したミュージシャンからのお祝いメッセージも紹介 |
| 26 | 4月26日        | からあげ弁当                                                                                                  | ＊塩けんぴ（高知：水車亭） ＊つけて野郎（滋賀：らーめんチキン野郎） ＊角煮丼（大津：角煮丼専門店カクトン） ＊バームクーヘン（滋賀：クラブハリエ） ＊ドーナツ（生ドーナツ専門店 I'm donut？） | |
| 27 | 5月3日         | 堂島孝平 | ＊魚カレー〈トッピング：納豆〉（福岡：HYDER） ＊ネギまみれの肉キーマカレー（大阪：ラヴィリンス） ＊せり鍋（仙台：わのしょく二階） ＊炙りみたらし（大阪：浪芳庵） | |
| 28 | 5月10日        | 相川七瀬 | ＊煮あなご定食（長崎：黄金あなご料理店 あなご亭） ＊甘食（福島：ベーカリーサクマ） ＊トトロのシュークリーム（世田谷代田・吉祥寺：白髭のシュークリーム工房） ＊だんご（香取神宮：寒香亭） | |
| 29 | 5月17日        | 綾小路翔 | ＊納豆ハヤシオムライス（水戸：洋食屋 花きゃべつ） ＊上州御用鳥めし弁当〈竹・松〉（群馬：登利平） ＊やきそば（宇都宮：石田屋やきそば店） ＊焼餃子（宇都宮：宇都宮みんみん） ＊水餃子（宇都宮：餃天堂） ＊チーズケーキニルバーナ・レア（日光：西洋料理 明治の館） | 「イベンターメシマッチ」企画・第二弾 高見沢とは40年来の付き合いになるという北関東のイベンター「アリノワ」代表が逸品を紹介 |
| 30 | 5月24日        | I Don't Like Mondays.                                                                                         | ＊骨付鳥〈おや・ひな、塩むすび〉（香川：蘭丸） ＊江戸前鮨（銀座：鮨 門わき） ＊サガリ（福岡：長浜屋台やまちゃん） ＊THE さBAR〈燻製サバ：糸島またいちの塩、五島矢堅目の塩、明太子、熟成にんにく〉（夜明茶屋） ＊ずんだシェイク（高速道路一部サービスエリア） | |
| 31 | 5月31日        | 山崎貴 | ＊握り寿司〈まぐろ、いか〉（福岡：天寿し） ＊プリエーゼ〈ピザ：モッツァレラチーズ、紫たまねぎ、アンチョビ、オリーブ、ケイパー〉（祖師ヶ谷大蔵：アオジソシガヤ） ★ストロベリーチーズテリーヌ（横浜：ハグフラワー） | 『ゴジラ-1.0』の監督。高見沢は以前より「ゴジラ」シリーズのファンであり、ゴジラをモチーフにしたギターも所有している。新たに作ることを聞いた山崎監督が直々に描いたデザイン画をプレゼントした |
| 32 | 6月7日         | サンプラザ中野くん、パッパラー河合（爆風スランプ）                                                            | ＊ヴィーガンこぼんしゃん、めんたいこごはん（原宿：ヴィーガンビストロじゃんがら） ＊デトックスブラウンパンケーキ（恵比寿：KO-SO CAFE BIORISE） ＊氷川焼だんご〈海苔付きだんご〉（大宮：氷川だんご屋） | |
| 33 | 6月14日        | 浜野謙太（在日ファンク）                                                                                      | ＊レモンドレッシング〈千切りキャベツにかけて試食〉（キユーピー） ＊ミラカン〈あんかけスパゲッティ〉（名古屋：ヨコイ） ＊本ずわい蟹のアメリカンソースパスタ（ジョナサン） ＊お寿司ととんかつ（宮城：氏金寿司） ＊ニューヨークパーフェクトチーズ（かみなり舎） | |
| 34 | 6月21日        | -真天地開闢集団-ジグザグ                                                                                      | ＊とんこつラーメン〈博多ラーメン〉（福岡：元祖博多だるま、一蘭） ＊鴨すき鍋（京都：鳥名子） ＊ゴルゴンゾーラバーガー、アボガドバーガー（原宿：THE GREAT BURGER） | |
| 35 | 6月28日        | 和田唱（TRICERATOPS）                                                                                         | ＊モルゴン・サイケデリック 2022〈ワイン〉（幡ヶ谷：wineshop flowよりセレクト） ＊特上ロース、特上カルビ（大阪万代：焼肉冷麺 飛龍） ＊大山鶏の唐揚げ 湖南風スパイシーチップ炒め（都立大学：薔薇果） ＊白米〈コシヒカリ〉〈棚田米「虎視眈々」〉（兵庫県笠形山）、海苔香〈焼きのり〉（加古川：大濱海苔店） | |
| 36 | 7月5日         | 四星球 | ＊突貫亭焼そば〈肉入り〉（徳島：焼きそば専門店 突貫亭） ＊讃岐のあんもち雑煮（香川：甘味茶屋 ぶどうの木） ＊焼き饅頭 メリー餡 極（THE ALFEE 50th Anniversary 風の時代・春 From The Beginning」GOODS） | |
| 37 | 7月12日        | 杏子（BARBEE BOYS）                                                                                           | ＊ファミチキ（ファミリーマート） ＊カリフラワーのロースト、車海老の揚げパン（沖縄：6 SIX（シス）） ＊ハーモニカの煮付け（自由が丘：あわい） ＊たまごかけご飯（六本木：料理屋 橘） ★マロンシャンティイ（パレスホテル東京） | |
| 38 | 7月19日        | SHE'S | ＊とろ〜り自家製牛肉カレー〈カレーパン〉（大阪吹田：サニーサイド） ＊おまかせコース〈串カツ〉（大阪吹田：串かつふらい専門店 壺天） ＊馬しゃぶ（熊本：桜庵） ＊フルーツ餅〈マンゴー、もも〉（大阪吹田：松竹堂） | |
| 39 | 7月26日        | 斉藤由貴 | ＊だし焼肉、うどん冷麺（中目黒：だし焼肉 はし田） ＊バレンシア風パエリア（横浜：ミゲルフアニ） ＊活あさりそば（横浜中華街：広東料理 吉兆） ・タルト・タタン（京都：ラ・ヴァチュール） | 斉藤の音楽プロデューサーを務める武部聡志がVTR出演。スイーツを差し入れとして紹介した |
| 40 | 8月2日         | Awesome City Club                                                                                             | ＊はまち刺身定食（徳島：活魚料理びんび家） ＊大人の極上ハンバーグ（恵比寿：Grillマッシュ） ＊タマゴロウ ゆで卵（愛知県） ＊ブレンドコーヒー〈グアテマラ、ブラジル、マンデリン〉（下高井戸：MORISHIMA COFFEE STAND） ＊パウンドケーキ〈プレーン、抹茶大納言、キャラメルナッツ、ラムレーズン〉（さいたま市：くみぱうんど） | |
| 41 | 8月9日         | U-YEAH、KIMI、TOMO（DA PUMP）                                                                                 | ＊アジフライ定食（東京広尾：しゅうじ食堂） ＊サゴリ和牛ホルモン盛り合わせ〈コプチャン（牛小腸〉、丸腸、牛ハツ、ハチノス、ギアラ、ハツモト（コリコリ）（東京新大久保：サゴリヤンコプチャン） ＊クルミッ子（神奈川：鎌倉紅谷） | |
| 42 | 8月16日        | SHINPEI（BREAKERZ）                                                                                           | ＊無限天むす（国際センター駅：天むす処 けしき） ＊グレーズプランプ（ドーナツ）（覚王山駅：ZARAME NAGOYA） ＊うなぎの枕（鶴舞駅：炭焼うな富士） ＊ビーフボンタコス（フレンチタコス専門店 BON TACOS） ＊ぴよりん | 「名古屋ロケSP！THE ALFEEのライブに差し入れ探し」 THE ALFEEのライブツアーファイナル公演が行われた名古屋でのロケ企画 SHINPEI自らが選んだ“名古屋メシ”をライブ会場に差し入れ。開演1時間前の楽屋で高見沢が実食した |
| 43 | 8月23日        | SHINPEI（BREAKERZ）                                                                                           | ＊ういろう〈抹茶・黒糖・白〉（大須：山中羊羹舗）※お土産として購入 ＊エビフライサンド、アイスコーヒー（名古屋：コンパル大須本店）《MAMI（SCANDAL）のオススメ》 ＊きしめん（赤つゆ）〈トッピング：かき揚げ、えび天、かぼちゃ天、花かつお〉（どんどん庵）《常田真太郎（スキマスイッチ）のオススメ》 ＊餡麩三喜羅（布袋：大口屋）《大橋卓弥（スキマスイッチ）のオススメ》 | 「名古屋ロケSP！地元バンドマンおすすめの名古屋メシ」 前回に引き続き名古屋でのロケ企画・第2弾 “高見沢さんお疲れ様回in名古屋”と題し、SHINPEIの案内のもと、高見沢自らが街に繰り出してのロケ。愛知県出身のアーティスト、SCANDALとスキマスイッチの2組がオススメするグルメを紹介                                                             |
| 44 | 8月30日        | THE BEAT GARDEN                                                                                               | ＊とんちゃん〈焼き・唐揚げ〉（滋賀：鳥中総本店） ＊オランダ風ハンバーグ（浅草：モンブラン） ＊とりまぶし御膳（福岡：とりまぶし） | |
| 45 | 9月6日         | 三宅健 | ＊ステーキ〈黒毛和牛テンダーロインステーキ（玉ねぎソースで）、ガーリックライス〉（東京：ステーキハウス ハマ） ＊味噌ラーメン（北海道 札幌：すみれ） ★バスクチーズケーキ（愛知 名古屋：pause pause） | |
| 46 | 9月13日        | 真心ブラザーズ                                                                                                | ＊親子丼（京都：祇園下河原 ひさご） ＊ごぼうと細切り肉の炒め（名古屋：オリジナル中国料理 ピカイチ） ＊水タコの炙り（岩手：乙 O-tsu）★抹茶と栗のミルフィーユ（東京：MAISON MARUNOUCHI（フォーシーズンズホテル丸の内東京）） | |
| 47 | 9月20日        | - | ＊小布施堂界隈限定「モンブラン朱雀」、カップモンブラン〈スタジオ用〉（長野県 小布施町：小布施堂本店併設「ENTOTSU CAFE」） | 「珠玉のスイーツ特集＆豪華セッションイッキ見SP」 過去の放送回よりアーティストとのセッションやバンドメシを振り返る回 『ゲストアーティストとのSPセッション』『「プリンス・オブ・スイーツ」高見沢が唸ったスイーツ特集』『「グルメロケ担当」桃色ドロシー長野で食リポロケ』の3パートに分けて紹介（桃色ドロシーはレポーターを務め、VTR出演） |
| 48 | 10月4日        | 武部聡志 | ＊ピッツア（神戸：ドンナロイヤ） ＊ビーフカレー（神奈川：TAGUCHI TABLE） ＊国産バナナ（THE FRUIT） | |
| 49 | 10月11日       | ヤユヨ | ＊トマトチーズカツ（大阪：とんかつ・洋食専門店 味の店一番） ＊海老入り餃子（大田区 武蔵新田：青樺） ＊アイミティー〈アイスミルクティー〉（渋谷：ケニヤン） ＊八月カレー＋あいがけキーマ（下北沢：カレーの店 八月 | |
| 50 | 10月18日       | KALMA | ＊鮭はらすとばみりん干し（北海道：佐藤水産） ＊オリジナルカレー（大阪：カレー堂） ＊焼肉一人前 大ライス〈特製辛みそを添えて〉（経堂：鉄板焼肉 大当たり） ＊できたてきなな（京都：祇園きなな） | |
| 51 | 10月25日       | クレイ勇輝（キマグレン）                                                                                      | ＊ナス挽肉カレー（逗子：マッチポイント） ＊寿司〈おいでナス、車海老の唐子握り、赤身、中トロ漬け〉（東京 恵比寿：すしさとる） ＊廣戸川 特別純米（福島 岩瀬郡：松崎酒造） ★果物語 桃太郎（大阪 住吉：ケーキ工房フローレンス） | |
| 52 | 11月1日        | 宮野真守 | ＊賀茂茄子二色田楽（京都：蕪屋はなれ） ＊スパイスラーメン（北海道：寅乃虎） ＊生クリーム大福（MOCHI CREAM） | |
| 53 | 11月8日        | kobore | ＊ガパオライスプレート、SHINKER風チキンプレート（府中：KITCHEN＆CAFE BAR SHINKER） ＊ラーメン（明大前：鷹の目、夢を語れ、府中：ラーメン二郎、仙台：ラーメン二郎） ＊明太エスト〈パン〉（香川 高松：Boulangerie Esto） ＊大人のパウンドケーキ ブランデー（代々木公園：グルテンフリースイーツ専門店 NachuRa -Yoyogi park-） | |
| 54 | 11月15日       | GLIM SPANKY                                                                                                   | ＊野菜のマリネ、野菜の揚げ浸し（長野豊丘村：菜園ビュッフェレストラン ベジフルキッチン） ＊マチョーキー（広島：情熱鉄板！お好み焼き 川創） ＊カレー（新潟：万代そば） ＊海苔弁（東京：いちのや） | |
| 55 | 11月29日       | Dizzy Sunfist                                                                                                 | ＊サーモンハラス〈生〉（釧路：鮭番屋） ＊ラーメン（新潟：新潟ラーメン なみ福） ＊しゅうまい（大阪：一芳亭） ＊名物みむろ〈最中〉（奈良：白玉屋榮壽） | |
| 56 | 12月6日        | 曽我部恵一 | ＊かけうどん〈芝海老かきあげトッピング〉（香川：山下うどん） ＊硬焼きバター（京都：たま木亭） ＊蒸し春巻き（神奈川：タンハー） | |
| 57 | 12月13日       | 長野博 キュウソネコカミ                                                                                       | 【長野】 ＊らーめん（大阪：ら道本店） ＊SOLSOL SESAME OIL（ごま油）〈“海の精 とうふの塩”を一振りした絹ごし豆腐にかけて〉（韓国：SOLSOL SEOUL） ＊すっぽん〈すっぽん鍋（〆に雑炊）、肩肉の焼き物、肝の煮つけ、すっぽんの卵の醤油漬け〉（静岡：服部中村養鼈場） ＊椰子の白わらび餅（東京：いったつみとらどう） ＊インドカレー〈マトン、キーマ〉（インド：KARIM HOTEL）【キュウソネコカミ】 ＊豚饅頭（神戸南京町：老祥記） ＊鯖松前寿司（大阪：鮓直） ＊特製ホットケーキ＆特製コーヒー（浅草：珈琲天国） | 「食の探究者 長野博＆キュウソネコカミ豪華セッションSP」1時間番組 |
| 58 | 2025年 1月10日 | 眉村ちあき | ＊すじねぎ（大阪：ねぎ焼やまもと） ＊もつ鍋〈みそ〉（福岡：前田屋） ＊八丁みそまん（静岡：春華堂） | |
| 59 | 1月17日        | レトロリロン                                                                                                  | ＊汁無しそば（東京駅：雷 東京本丸店） ＊たまごかけごはん（兵庫：藤橋商店 夢美人） ＊ロブスター・トムヤムクン（恵比寿：Longrain TOKYO） ＊黒豚しゃぶ鍋〈黒だし・和だし〉（鹿児島：黒豚しゃぶ鍋ぞうすいの店 八幡） | |
| 60 | 1月24日        | 蒼井翔太 | ＊飢餓〈〆に残ったスープに白飯を入れ、炙りチーズリゾット〉（五反田：地獄の担担麺 護摩龍） ＊麻婆豆腐（六本木：老四川 飄香小院） ＊つくりたてストラッチャテッラ オンザブレッド〈ミルクブレッド、アボカド、サーモンマリネ〉（渋谷：GOOD CHEESE GOOD PIZZA） ★プリン（渋谷：喫茶サテラ） | |
| 61 | 1月31日        | プッシュプルポット                                                                                            | ＊キリマンジャロ級 1kg（自由が丘：マロリーポークステーキ） ＊横濱家系ラーメン（石川 金沢：横濱家系らーめん元喜家） ＊フレンチパンケーキとバニラビーンズのアイス（広島：紅茶のお店linden） | |
| 62 | 2月7日         | 柳沢慎吾 | ＊そば三昧（小田原：そば季寄 季作久） ＊半生アジフライ（小田原：さじるし食堂） ＊甘納豆屋さんの柿の種（美濃屋あられ製造本舗） ＊胡麻シュークリーム（人形町：シュークリー） | |
| 63 | 2月14日        | Sakurashimeji                                                                                                 | ＊十万石まんじゅう（埼玉：十万石ふくさや） ＊煮込み（駒沢：かっぱ） ＊かけうどん（香川：おうどん瀬戸晴れ） ＊チーズバーガー〈ハラペーニョトッピング〉（恵比寿：Burger Mania） | |
| 64 | 2月21日        | パンダドラゴン（たいが、なるき、ぱっち）                                                                      | ＊TKM〈レモン、鰹節トッピング〉（埼玉 熊谷：ゴールデンタイガー） まるは食堂のエビフライ〈ソース、タルタルソース、三杯酢で〉（愛知 知多郡：まるは食堂旅館 南知多豊浜本店） ＊クロワッサン（福岡：三日月屋） ＊山わさびの白醤油漬け（北海道：トヤマ） ＊京ばあむ（京都：美十） ★サブレ・フレ（福岡：チョコレートショップ） | |
| 65 | 2月28日        | 井上苑子 | ＊岐阜タンメン（岐阜：岐阜タンメン） 醤油つけ麺（新潟：らぁめん倉井） ＊つけそば（横浜：中華そば髙野） ＊たこ焼き〈塩マヨ〉（大阪：元祖どないや） ＊紅茶いちじくベーグル（中目黒：目黒川ロータス） | |
| 66 | 3月7日         | 中川晃教 | ＊名物ささみかつ膳（六本木：イマカツ） 共水うなぎ うな重（麹町：秋本） ＊コーヒーポーク（恵比寿：海南鶏飯食堂2） ＊中川晃教オリジナルブレンド ノチェ・デ・アモール〈コーヒー〉ブラック・コーヒー、コーヒー×はちみつ〉（東京：江戸 深川珈琲本舗）※他に成城石井「リッチテイストブレンド」を推奨 ★プリン〈POPOかた・POPOやわ〉（東京：POPOCATE） | |
| 67 | 3月14日        | 肉球ポコポコ団                                                                                                | ＊白そば（静岡 富士宮：麺屋ブルーズ） ＊ベジポタつけ麺（吉祥寺：つけ麺 えん寺） ＊磯おろし（静岡：戸隠そば） | メンバー全員が着ぐるみを着用しており、食することが不可能であるため、番組スタッフ（小野瀬ディレクター）が代理で試食して感想を述べた |
| 68 | 3月21日        | BLUE ENCOUNT                                                                                                  | ＊ハンバーグオムライス〈博多明太クリームソース〉（博多：はんばーぐとおむらいすのお店 いくら） キーマカレー（京都：スパイスチャンバー） ＊とんこつ こく味（熊本：龍の家） ＊たんタタキ（仙台：牛たん料理 雅） | |
| 69 | 4月4日         | 古舘伊知郎 | ＊ババガンヌージュ〈ホブズとともに〉（浜松町：ビブロス レバニーズレストラン） へぎそば（新潟：長岡小嶋屋） ＊づんだ餅（宮城：村上屋餅店） | 旧知の仲である古館が司会を務めた音楽番組でのエピソードを交え「司会者メシ」を紹介 |
| 70 | 4月11日        | MAX | ＊蔵王クリームチーズ〈プレーン、バニラ、仙台いちご、ブラックペッパー（クラッカーとともに）〉（仙台：蔵王酪農センター） あぐー豚しゃぶしゃぶ（沖縄：食彩酒房まつもと） ＊Cランチ〈とんかつ、ポーク、卵焼き、マカロニサラダ、キャベツ、コーンスープ）（沖縄：ルビー） ＊伝統の味ショコラ（東京：カワムラガトー） | |
| 71 | 4月18日        | 森崎ウィン | ＊パイナップルあぐー豚〈自家製シークヮーサーぽん酢で〉（沖縄：燦 別邸 はなれ） ＊やきとり〈もも肉・皮〉（純けい）（福井：秋吉） ＊ツラミ（大阪：焼肉やっちゃん） ＊フルーツサンド（恵比寿：fruits and season） | |
| 72 | 4月25日        | 東儀秀樹＆息子 典親                                                                                           | ＊壹錢洋食（京都：壹錢洋食） ＊トートマンクン（新大久保：ソムオー） ＊油そば（東京油組総本店） | |
| 73 | 5月2日         | AK-69 | ＊シャトーブリアンまん・フォアグラカレーパン（東京外苑前：御和食みうら） ＊味噌おでん（愛知県春日井市：めん処にしむら） ＊カヌレ・ド・ボー（東京：銀座 虓） | |
| 74 | 5月9日         | 相川七瀬 | 【神田明神】＊鳥すきやき（淡路町：ぼたん） 【小野照崎神社】＊明太チーズもんじゃ（入谷：きんひつかん） | 姉妹番組「高見沢俊彦の美しい神社 美味しいメシ」と銘打った特別企画・前編 神道を学んでいる相川七瀬と共に二人にゆかりのある神社を巡り、近隣で評判の店を訪れるロケ企画 ナレーション：阿佐ヶ谷姉妹 |
| 75 | 5月16日        | 相川七瀬 | 【香取神宮】＊厄落としだんご（香取市：亀甲堂） 【上野東照宮】＊いちごみるく（相川）、王城クリームソーダ（高見沢） ＊チョコレートパフェ（上野：珈琲 王城） | 「高見沢俊彦の美しい神社 美味しいメシ」後編 『香取神宮』：相川単独でのロケ 『上野東照宮』：重要文化財である金色殿（社殿）内部は文化財保護のため普段は非公開となっているが、今回の撮影にあたり特別に許可がおりた。高見沢と相川は神妙な面持ちで社殿内を見学した                                                                          |
| 76 | 5月23日        | 髙嶋政宏 | ＊峠の釜めし（荻野屋）※高見沢のお気に入り ＊えび千両ちらし（新潟：新発田三新軒） ＊しいたけ弁当 素晴ら椎茸（鳥取駅：アベ鳥取堂） ＊鱈めし・にしんめし（新潟：ホテルハイマート） ＊ひっぱりだこ飯（神戸：淡路屋） | 駅弁特集 |
| 77 | 5月30日        | Die（DIR EN GREY）                                                                                            | ＊パンロール（新千歳空港：かま栄） ＊一心鍋（京都：一心） ＊釜揚うどん（大阪：釜揚うどん 一心） ＊特上厚切り牛たん弁当（仙台：たんや善治郎） | |
| 78 | 6月6日         | 大友康平（HOUND DOG）                                                                                         | ＊味噌ラーメン（鹿児島：三養軒） ＊ハヤ・カレー（熊本：勧業館食堂） ＊もやし炒め（名古屋：鉄板焼き くるみ） ＊喜久福〈生クリーム、ずんだ〉（宮城：井ヶ田製茶） ＊楽屋にあると嬉しい菓子（ばかうけ（栗山米菓）、ひねり揚げ（セブンイレブン）、アルフォート、ルマンド（ブルボン）） | |
| 79 | 6月13日        | 坂本冬美 | ＊いなり寿司〈金胡麻・くるみ・焼海苔・明太子〉（六本木：西麻布 呼きつね） ＊豚もやしせいろむし鍋、いもっこアイス（大阪：冨紗家 本店） ＊冬美の梅干し〈うす塩味・はちみつ味・しそ漬け〉（冬美商店） ＊黒豆大福（都立大学：つ久し） | 初の演歌歌手ゲスト |
| 80 | 6月20日        | DXTEEN | ＊昔ラーメン（福岡久留米：大砲ラーメン） ＊とまとらーめん（大阪・神戸：真っ赤ならーめんとまこ） ＊カキ入りうどん肉玉子（広島：お好み焼き みっちゃん総本店） ＊アサイースーパーフード〈トッピング：バナナ、ブルーベリー、カカオニブ、チアシード、ヘンプシード、ゴジベリー、コムハニー〉（東京：LANIKAI JUICE） | |
| 81 | 6月27日        | 西川貴教 | ＊マジックパール（味付きゆで卵）（品川駅） ＊越前がに コース（南青山：ふくい、望洋楼） ＊特上うな重（滋賀大津：うなぎ大谷茶屋） ＊閼伽井（滋賀：叶 匠壽庵） ＊その他、西川のコラボ商品2品（西川三方餅（滋賀：叶 匠壽庵）、EXPO2025西川フィナンシェⓀ（2025年大阪・関西万博会場内オフィシャルストア 西ゲート店 KINTETSU） | |
| 82 | 7月4日         | 天才凡人 | ＊ラムヒレ（札幌：札幌成吉思汗 雪だるま） ＊手羽中・骨付き（福岡：努努鶏） ＊麻辣担（楊國福） ＊ヒレの炊き込みご飯（広尾：旨焼もぐり） | |
| 83 | 7月11日        | どぶろっく | ＊満腹ラーメン（佐賀県基山町：丸幸ラーメンセンター） ＊きな粉パン（佐賀県佐賀市：やさい直売所マッちゃん） ＊神えびフライ（佐賀県三養基郡：EBI研究所） ＊レギュラーちゃんぽん（東京新橋：伊万里ちゃんぽん） | 初のお笑い芸人ゲスト |
| 84 | 7月18日        | - | ＊特製ラグーソースのラザニア（三軒茶屋：琉球ビストロ ナチュール） | 「美味しいとこ盛りだくさん！幕の内弁当スペシャル」 過去の放送回より『番組ナレーター大自然ロジャーがナレーションしながら唸ったバンドメシ』『豪華アーティストとのSPセッション』『未公開トーク』の3パート。 他、ロジャーおすすめの「おすすめロジャーメシ」を紹介                                                                          |
| 85 | 7月25日        | 打首獄門同好会                                                                                                | ＊かつお藁焼きタタキ（高知：土佐タタキ道場） ＊うむどん〈ごまだれ〉（群馬：始祖 清水屋） ＊宇和島鯛めし（愛媛：かどや） ＊バスクチーズケーキ、白いくりーむぱん（白金：GAZTA） | |
| 86 | 8月1日         | 樋口真嗣 | ＊やきとん、生ホッピー（東十条：やきとん 埼玉屋） ＊冷やしトマト2、レモンサワー〈クラフトジン使用〉（経堂：キョウドウ オカバンゴ） ＊コシャリチミチャンガ、チチャモラーダ、アミーゴ・ハイボール〈テキーラソーダ〉（浅草：覆面） ＊叉焼ライス（飯田橋：香港 贊記茶餐廳） | 『シン・ゴジラ』『新幹線大爆破』の監督 樋口と親交のある草彅剛がVTR出演 |
| 87 | 8月8日         | THE BAWDIES                                                                                                   | ＊いわしコロッケ（西荻窪：やきとり戎） ＊スリランカカレー（福岡：ツナパハ） ＊鯖塩焼き、炊きたてコシヒカリ、どんこしいたけ（新宿：燗アガリ） ＊おもっちーず（北海道：スイートオーケストラ） | |
| 88 | 8月15日        | デーモン閣下（聖飢魔II）                                                                                      | ＊クリームチーズの味噌づけ（長野：酢久商店 山吹味噌） ＊コリコリホルモンせんじ揚げ（広島：植田商店） ＊手づくりもなか ピュアメープルシロップ餡（学芸大学：さか昭） *その他 | 「悪魔のお土産メシ」を紹介 |

## スタッフ
- SW（不表示回有り）：上村克志、岡田和美 (離脱時期有り)【週替り】
- CAM：小野寺 駿、徳永盛也【週替り】
- VE（不表示回有り）：原 由樹
- 照明：根反 潤
- AUD：高橋 敬
- PA（不表示回有り）：松田勝治（SUNPHONIX）
- ロケ技術協力 (姉妹番組)：YBT
  - CAM：袖垣竜也
  - AUD：森 大樹
- 美術：邨山直也
- マルチ：坂部 健（International Creative）
- 楽器：島津哲也
- ペイント：吉澤真純（IMAGICA）
- 編集：酒井広志（NOUVELLE AGE）
- MA：多勢捺映、柳 佳穂【週替り】（共にNOUVELLE AGE）
- 音響効果：中田圭三（CODE/CHORD 元4-Legs）
- ヘアメイク：野原ゆかり
- 技術協力：共同テレビジョン、ブルーライト、SUNPHONIX、International Creative、NOUVELLE AGE、CODE/CHORD inc
- 協力：ADRIFT、ハーフトーンミュージック
- 広報：小板橋朋子（BS朝日）
- デスク：石井晴美（BS朝日）
- 構成：大野ケイスケ
- AD：石井琴乃、池内寧音、菅 愛里花、河原塚日向子
- ディレクター：阪本玲以、小野瀬 瑞貴、小板 航、鈴木雄也（以前はAD）、木村勇斗（以前はAD）
- プロデューサー：山田 駿（BS朝日）、宇賀神裕子（EAST）、岩田 惠（クリエイターズボックス）、菊池計理（EAST）
- 制作協力：EAST
- 制作著作：BS朝日

### 過去のスタッフ
- 編集：藤井 彩（IMAGICA）
- MA：片桐麻莉子、石塚翔子（共にIMAGICA）
- 楽曲アレンジ：清水俊也
- 技術協力：IMAGICA
- AD：立花 心

## 関連商品
書籍
- 「高見沢俊彦の美味しい音楽 美しいメシ」公式BOOK 極上バンドメシガイド（2025年4月3日、東京ニュース通信社）ISBN 978-4-86701-989-4

番組グッズ
- 番組オリジナルランチョンマット